# 1.5
1.5 – drugi album studyjny polskiego rapera Grubego Mielzky'ego. Wydawnictwo ukazało się 30 sierpnia 2013 roku nakładem wytwórni muzycznej Szpadyzor Records.
Album dotarł do 25. miejsca zestawienia OLiS.

## Lista utworów
Opracowano na podstawie materiału źródłowego.
1. „1.5” (Intro) (produkcja: The Returners, lektor: Marcin Ryk) – 1:32
2. „Nieźle” (produkcja, scratche: The Returners) – 3:06
3. „Niech idzie” (produkcja, scratche: The Returners) – 3:37
4. „Żaden rap” (produkcja: Bodziers, scratche: The Returners) – 4:03
5. „Moje życie” (produkcja: The Returners) – 3:24
6. „Czasem widzę” (produkcja, scratche: The Returners) – 3:16
7. „Chmury nad miastem” (produkcja, scratche: The Returners) – 3:00
8. „Puls” (produkcja, scratche: The Returners) – 3:35
9. „Twardy sport” (produkcja, scratche: The Returners) – 3:06
10. „Niepokonany” (produkcja, scratche: The Returners) – 3:11
11. „Nie słyszysz” (produkcja, scratche: The Returners, gościnnie: Pezet) – 3:24
12. „Outrunek” (produkcja, scratche: The Returners) – 1:30
13. „Mistrz zakonu” (bonus) (produkcja, scratche: The Returners) – 4:13